# Evita (musical)
Evita és un musical amb lletres de Tim Rice i música d'Andrew Lloyd Webber. Està basat en la vida de la líder política argentina Eva Perón, segona esposa del President de l'Argentina Juan Domingo Perón. La història segueix la vida d'Evita, la seva carrera artística, l'ascens al poder, el seu treball de caritat, l'involucrament feminista i la seva mort jove.
Evita s'inicià com un àlbum conceptual publicat el 1976. El seu èxit comportà produccions al West End el 1978 i a Broadway un any després, els quals obtingueren grans èxits.
El 1996 es realitzà una adaptació cinematogràfica, protagonitzada per Madonna, Antonio Banderas, i Jonathan Pryce.
El 2006 es realitzà un revival a Londres, a més de les nombroses gires i produccions diverses arreu del món, així com dels nombrosos enregistraments dels diferents repartiments que s'han realitzat.

## Història
El 1972, Robert Stigwood proposà una a Lloyd Webber i a Rice realitzar una nova versió musical de Peter Pan, i com que cap d'ells no tenia cap idea, van acordar intentar-ho. No va passar gaire temps fins que van decidir que aquella fantasia infantil era massa juvenil per al seu gust i van abandonar el projecte. Després de discutir idees sobre Joana d'Arc o Mata Hari com a possibles projectes, Rice mencionà un programa de ràdio que havia sentit sobre Eva Duarte de Perón. La idea d'escriure una partitura en la qual es podien incloure tangos, pas-dobles i ritmes llatins va intrigar a Lloyd Webber; però rebutjà la proposta, car preferia concentrar-se en el personatge "Jeeves" de P. G. Wodehouse com a focus d'un musical més tradicional, d'estil Rodgers i Hart.
Pel seu costat, Tim Rice es dedicà a investigar sobre Eva Perón, arribant al punt de viatjar fins a Buenos Aires per investigar sobre la seva vida, fascinant-se cada cop més per aquella dona (fins i tot batejà la seva primera filla amb el nom d'Eva). Va ser incapaç de convèncer a Lloyd Webber, i aquest decidí en canvi col·laborar amb Alan Ayckbourn pel seu Jeeves, que va ser un fracàs de crítica i públic. Així doncs, Lloyd Webber tornà a Rice i li preguntà sobre com era la història d'Eva Perón, i Rice li donà la forma d'un obituari. Nicholas Fraser i Maryssa Navarro van suggerir al seu llibre de 1996 que el musical es basava en la biografia de Mary Main, The Woman with the Whip, que era molt crítica vers Eva Perón. Tot i que a Rice li agradà la biografia de Main, mai no la va citar entre les seves fonts. L'interès de Lloyd Webber s'encengué mitjançant la passió de Rice, i ambdós començaren a treballar. Rice proposà crear un personatge conegut com a "Ché" perquè servís com a observador i narrador. La seva intenció no era basar-lo en el Che Guevara, però quan Harold Prince s'involucrà posteriorment en el projecte, insistí que els actors que fessin del Ché usessin al revolucionari com a model. En canvi, a l'adaptació cinematogràfica de 1996 el personatge tornà al seu caràcter més anònim.
Tal com ja havien fet anteriorment amb Superstar, decidiren enregistrar "Evita" com un àlbum conceptual i seleccionaren a Julie Covington, llavors desconeguda però que ben aviat seria famosa per les seves aparicions a Rock Follies, per cantar la protagonista. Publicat el 1976, el disc doble estava interpretat per Paul Jones com a Juan Perón, Colm Wilkinson com Ché, Barbara Dickson com l'amant de Perón i Tony Christie com Agustín Magaldi. Lloyd Webber i el director Anthony Bowles van dirigir als cantants a finals de 1975 i durant tot 1976, i presentaren el musical al segon Festival de Sydmonton, abans d'entrar a l'estudi amb l'Orquestra Filharmònica de Londres per fer l'enregistrament. Abans de la seva publicació, va volar a Mallorca per trobar-se amb Harold Prince i convidar-lo a participar en l'eventual posada en escena. Prior acceptà, comentant que "una òpera que comença amb un funeral no pot ser tan dolenta", però els advertí que no estava lliure per acceptar cap feina durant els propers dos anys. Mentrestant, va escriure un esborrany amb els seus suggeriments per a la producció, entre les quals estava la idea que Evita fos interpretada per 3 actrius diferents, cadascuna representant un aspecte diferent del seu caràcter.
A la Gran Bretanya, Sud-àfrica, Austràlia i diversos països europeus, les vendes de l'àlbum conceptual van superar les de Jesus Christ Superstar, tot i que als Estats Units, les vendes mai no van arribar al mateix nivell d'èxit. L'enregistrament de Covington de "Don't Cry for Me Argentina" (originalment titulada "It's Only Your Lover Returning") va ser publicada a l'octubre de 1976. Va arribar al n. 1 a la llista de singles britànica, i arribà a nivells similars d'èxit internacionalment. La interpretació de Dickson a "Another Suitcase in Another Hall" també va ser un èxit. Als Estats Units i al Regne Unit, respectivament, Karen Carpenter i Petula Clark van enregistrar versions de "Don't Cry for Me, Argentina", que van mantenir la cançó com a part d'un musical, més que no pas un solo de pop.
Lloyd Webber i Rice van retocar molts elements del musical abans de produir-lo per a l'escenari. Algunes cançons van caure i algunes van ser retallades, mentre que se'n van escriure de noves i algunes lletres van ser reescrites. Gran part de la música a "Evita" és d'estil clàssic: l'obertura és una peça coral ("Requiem for Evita"), i hi ha un interludi coral a "Oh What a Circus". Hi ha diversos passatges instrumentals pel musical, com la versió orquestral de "Lament" i la introducció de "Don't Cry for Me Argentina", formant una part integral de la composició. A més, hi ha diverses balades, com "High Flying, Adored" i "Another Suitcase in Another Hall", i estils llatins en peces com "Buenos Aires", "And the Money Kept Rolling in (And Out)", o en la més lenta "On This Night of a Thousand Stars". Es pot sentir música rock a "Oh What a Circus", "Peron's Latest Flame" i "The Lady's Got Potential" i (una cançó rock que va ser tallada a la producció original, però que tornà a la pel·lícula de 1996 amb una lletra revisada per Tim Rice).
L'àlbum de 1976 i la versió teatral presentà versions diferents del diàleg entre Eva i Perón a "Dice Are Rolling". Ambdós discutien sobre la malaltia i l'aspiració d'Eva a la vicepresidència; però la primera versió acabava amb "Eva's Sonnet", en la que reafirmava la seva aspiració; mentre que la versió teatral de "Dice are Rolling" acabava amb una versió abreujada del sonet amb Eva caient a causa de la seva malaltia. La versió teatral de "Oh, What a Circus" contenia lletres allargades, explicant perquè el Ché no compartia el dolor de la nació
Tot i els suggeriments de Prince, Rice s'inclinava a buscar un director quan el treball revisat estigués a punt per ser portat a escena. Lloyd Webber es mostrà en desacord, i la seva opinió va prevaler, i van tornar a dirigir-se a Price. Avisà que estaria disponible per començar els assaigs a inicis de 1978. Quan començà a treballar en el projecte al maig, canvià molt poc, entre altres coses esborrar el número rock del Che, "The Lady's Got Potential". Price demanà una cançó en la que pogués escenificar l'ascens de Perón al poder, i Rice i Lloyd Webber respongueren amb el número de les cadires musicals "The Art of the Possible", durant el qual els militars són eliminats fins que només queda en Perón.
El període d'assaigs s'estengué 5 setmanes. Inspirat en els murals de Diego Rivera, Prince suggerí que el prosceni estigués flanquejat per pintures descrivint les lluites dels camperols argentins. No li van agradar els vestits monocromàtics dissenyats per als membres del cor i els ballarins, i els va fer anar a botigues de caritat o de roba usada per comprar quelcom per posar-se.
Evita s'estrenà al West End londinenc el 21 de juny de 1978, i a Broadway el 25 de setembre de 1979.

## Produccions

### Producció de Londres de 1978
Evita va estrenar-se al Prince Edward Theatre el 21 de juny de 1978, representant-se en 2.900 funcions. Estava protagonitzada per Elaine Paige, que havia estat escollida entre un gran nombre d'aspirants, després que Julie Covington no acceptés fer-lo. Che va ser interpretat pel cantant pop David Essex, i Perón per Joss Ackland. La producció estava dirigida per Harold Prince. Paige va ser substituïda per Marti Webb, Stephanie Lawrence, Kathryn Evans Michele Breeze i per Siobhán McCarthy, qui havia interpretat l'Amant de Perón en l'estrena del musical. De manera semblant, Mark Ryan que havia estat el primer Magaldi, interpretaria al Che.
A la seva crítica The Sunday Times, Derek Jewell al va dir que l'espectacle era "meravellós", descrivint la partitura de Lloyd Webber com a "ambiciosa i una fusió sense paral·lel de l'experiència musical del segle XX", mentre que les lletres de Rice eren descrites com ""contundents i enginyoses". Bernard Levin, a The Times, la citava com "un dels pitjors vespres que he tingut mai", es queixava "d'aquest artefacte odiós... que s'anomena a si mateix òpera... només perquè els clixés entre les cançons són cantats en lloc de parlats".

### Producció de Broadway de 1979
El 25 de setembre de 1979, Evita s'estrenà al Broadway Theatre, on es representà en 1.567 funcions fins al 26 de juny de 1983. Patti LuPone interpretava a 'Evita', amb Mandy Patinkin com el Ché i Bob Gunton com a Perón. Igual que en la producció de Londres, estava dirigida per Harold Prince, amb coreografies de Larry Fuller. En total, el paper de "Evita" va ser interpretat per 6 actrius: Terri Klausner, Nancy Opel i Pamela Blake (matinees), i Derin Altay, Loni Ackerman i Florence Lacey (vespres).

### Producció de Madrid de 1981
La versió en castellà d'Evita s'estrenà al Teatro Monumental de Madrid el 23 de desembre de 1980, dirigit per Jaime Azpilicueta i amb Paloma San Basilio com Eva, Patxi Andion com Ché, Julio Catania com Perón, Tony Landa com Magaldi i Montserrat Vega com l'Amant de Perón. La cançó "No llores por mí, Argentina" esdevingué un èxit, interpretat posteriorment per cantants com Nacha Guevara. La producció després s'interpretà al teatre Tívoli de Barcelona.

### Gira pel Regne Unit de 1995
Els productors originals al West End Robert Stigwood i David Land van muntar una producció amb Marti Webb com Eva, Chris Corcoran com Che i Duncan Smith com Peron. Tot i les crítiques per haver escollit a Webb, amb 50 anys, la gira va ser un èxit i s'estengué fins a 1996.

### Gira per Estats Units - 20è Aniversari
El novembre de 1998 s'estrenà una gira americana, semblant a la producció original de Broadway, que havia d'arribar a Broadway a la temporada 1999-2000. Estava protagonitzada per Natalie Toro, amb el llavors desconegut Raul Esparza com Che. Raymond Jaramillo McLeod era Juan Perón. Malgrat les bones crítiques, la gira va concloure a Boston a l'estiu de 1999.

### Revival de Londres de 2006
El 2 de juny de 2006 s'estrenà la primera gran producció de "Evita" a Londres en 25 anys, a l'Adelphi Theatre, dirigida per Michael Grandage, amb l'actriu argentina Elena Roger com Eva, Philip Quast com Perón, i Matt Rawle com Ché. S'incloïa la cançó "You must love me", escrita per a la pel·lícula, i que mai no s'havia interpretat en escena. La producció va estrenar-se amb crítiques molt favorables, però a causa d'un excés de musicals al West End en aquells moments, les vendes d'entrades van ser lentes i la producció tancà el 26 de maig de 2007.

## Argument
Primer Acte
Un cinema a Buenos Aires, el 26 de juliol de 1952, on el públic està veient una pel·lícula ("A Cinema in Buenos Aires, 26 July 1952"). La projecció s'interromp i s'escolta un locutor anunciant que "Eva Perón ha entrat a la immortalitat a les 8:25 del vespre...". El públic queda bocabadat i canten el "Requiem for Evita". El Ché, el narrador de la història, comenta cínicament la histèria que ha colpejat a l'Argentina arran de la mort d'Evita ("Oh What a Circus").
El Ché presenta al públic a una Evita de 15 anys, el 1935. Té la seva primera història amorosa amb el cantant de tangos Agustín Magaldi. ("On This Night of a Thousand Stars") Eva fa que Magaldi la porti a Buenos Aires ("Eva, Beware of the City"), i tot just arribar a la ciutat, ella revela les seves esperances i ambicions ("Buenos Aires"). Ben aviat deixa a Magaldi, mentre que el Che explica com s'ho fa per anar ascendint, esdevenint model, estrella de la ràdio i actriu ("Goodnight and Thank You"). El Che narra un cop d'estat de la dreta el 1943 i l'èxit d'Eva, implicant que els polítics argentins i la carrera d'Eva podrien coincidir aviat ("The Lady's Got Potential"). Aquest número va ser substituït a partir de 1976 amb "The Art Of The Possible", en el qual el coronel lluita amb membres del seu partit per arribar al cim
Es realitza un Concert de Caritat ("Charity Concert") per ajudar les víctimes d'un terratrèmol a San Juan. Allà, Peron es dirigeix al poble amb paraules d'encoratjament i abandona l'escenari, trobant-se amb Eva. Eva i Peron comparteixen una cita secreta després del concert, on Eva apunta que ella podria ajudar a Peron a arribar fins al poder ("I'd Be Surprisingly Good For You"). Eva acomiada l'anterior amant de Perón ("Hello and Goodbye"), la qual es dol. ("Another Suitcase in Another Hall"). A mesura que Eva es mou entre els cercles socials més alts amb Perón, el Che mostra el desdeny de les classes altes cap a Eva i el masclisme de l'exèrcit ("Perón's Latest Flame"). Arriba la campanya presidencial de Peron, incloent les temptatives per tancar-lo a la presó, el silenci de Perón i les seves qüestionables maniobres de campanya. ("A New Argentina")
Segon Acte

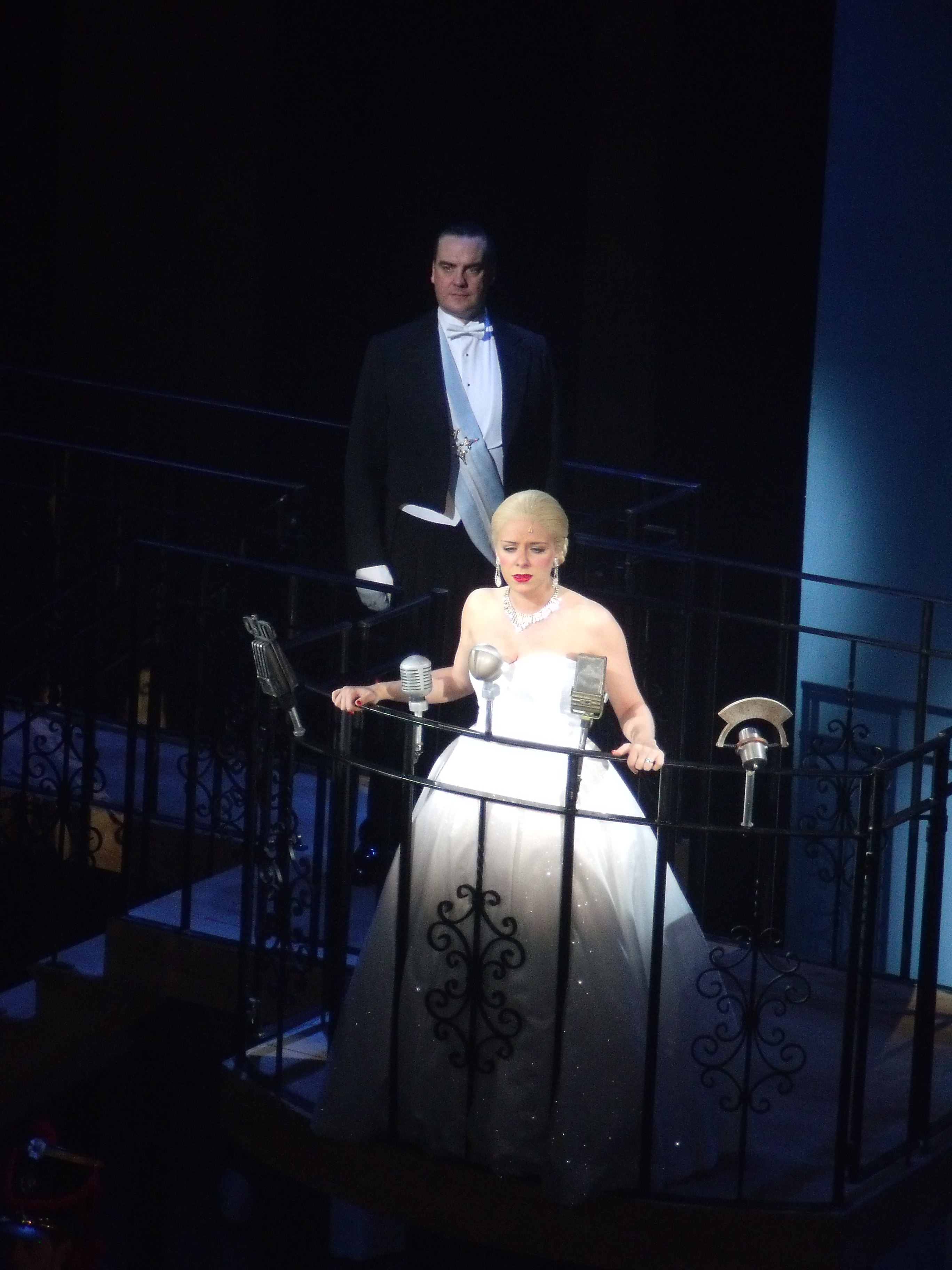
On The Balcony of the Casa Rosada/Don't Cry for Me Argentina

Peron guanya aclapadorament les eleccions presidencials de 1946. Des del balcó de la Casa Rosada ("On The Balcony of the Casa Rosada") es dirigeix als descamisados. A continuació, Eva parla des del balcó del palau presidencial als seus incondicionals ("Don't Cry for Me Argentina" i "On The Balcony of the Casa Rosada 2"). Che mira el preu de la fama quan Eva balla amb Peron al Ball Inaugural de la Presidència ("High Flying, Adored").
Eva insisteix en una imatge glamourosa per tal d'impressionar als argentins i promoure el peronisme. Es prepara per a una gira per Europa mentre que és vestida per assolir l'èxit per diversos assessors ("Rainbow High"). L'èxit i el declivi de la famosa gira de 1946 és narrat ("Rainbow Tour"): Eva és rebuda amb adoració pels espanyols, els italians la veuen com Mussolini, França no queda impressionada, i Anglaterra la desdenya convidant-la a un castell, però no al Palau de Buckingham. Eva es reafirma en el seu desdeny cap a les classes altes, mentre que el Che li pregunta per començar a ajudar a aquells que ho necessiten, tal com havia promès ("The Actress Hasn't Learned the Lines (You'd Like to Hear)"). Eva comença la Fundació Eva Peron per dirigir el seu treball de caritat. Che descriu el controvertit treball caritatiu d'Eva, així com les possibles pràctiques irregulars ("And the Money Kept Rolling In (And Out)").
Els generals de Peron no volen una dona com a Vicepresidenta, i Peron admet que, encara que tot i ser un diamant, la seva salut no li ho permetrà ("She is a Diamond"). Els devots d'Eva la veuen com una santa ("Santa Evita"), mentre que ella debat amb el Che les seves accions: el Che es mostra desil·lusionat, mentre que Eva cínicament replica que no hi ha glòria intentant resoldre els problemes del món ("Waltz for Eva and Che"). Eva insisteix que pot continuar, malgrat la seva mala salut ("Dice Are Rolling/Eva's Sonnet").
Una Eva moribunda renuncia a la seva campanya per la vicepresidència i promet amor etern al poble de l'Argentina ("Eva's Final Broadcast"). Els seus èxits se li apareixen davant dels ulls abans de morir ("Montage"), i demana perdó, davant el fet que va preferir la fama en lloc d'una vida familiar ("Lament"). Eva mor, i els embalsamadors preserven el seu cos per a l'eternitat. Finalment, el Che comenta que s'havia de construir un gran monument funerari en memòria seva, però que només es completà el pedestal, i el cos d'Evita desaparegué durant 17 anys...

## Cançons (producció original de Broadway)
| Acte I - A Cinema in Buenos Aires, 26 July 1952° – Crowd - Requiem for Evita – Cor - Oh, What a Circus – Ché i poble - On This Night of a Thousi Stars – Magaldi - Eva i Magaldi/Eva, Beware of the City – Evita, Magaldi i família d'Evita - Buenos Aires – Evita i Cor - Goodnight i Thank You – Ché, Evita i Amants - The Lady's Got Potential (eliminada el 1976 i substituïda per la cançó següent) – Ché - The Art of the Possible – Perón, Generals, Evita - Charity Concert – Perón, Ché, Magaldi, Evita - I'd Be Surprisingly Good For You – Evita i Perón - Hello And Goodbye – Evita - Another Suitcase in Another Hall – Amant de Perón - Peron's Latest Flame – Ché, Aristòcrates i Soldats - A New Argentina – Evita, Ché, Perón, Cor | Acte II - Entr'acte - On The Balcony of the Casa Rosada – Perón, Ché, Descamisados - Don't Cry For Me Argentina – Evita - On The Balcony of the Casa Rosada 2 – Evita - High Flying Adored – Ché i Evita - Rainbow High – Evita - Rainbow Tour – Perón, Consellers, Ché - The Actress Hasn't Learned the Lines (You'd Like to Hear) – Evita, Aristòcrates i Ché - I the Money Kept Rolling In (And Out) – Ché, Poble - She is a Diamond – Perón, Soldats - Santa Evita – Cor - Waltz for Eva i Che – Evita i Che - Dice are Rolling – Perón i Evita - Eva's Final Broadcast – Evita - Montage – Cor - Lament – Evita |

## Acurament històric de la història
Després d'abandonar l'Argentina peronista a mitjans de la dècada de 1950, el Che Guevara es desplaçà a Cuba. Com a col·laborador de Castro, arribà a assolir una posició de líder espiritual al govern cubà en certa manera anàlog al d'Evita dins de l'Argentina peronista. A les primeres produccions del musical, Che i Evita s'enfrontaven a la cançó "Waltz for Eva and Ché": el personatge d'Evita fa una referència al futur paper del Ché a la Cuba castrista. Tot i això, no hi ha cap prova que suggereixi que Eva Perón i Ernesto Guevara es trobessin. Posteriorment, el Ché diria que havia enviat una carta a la caritat de Perón demanant un jeep que mai no va rebre. S'uní a les organitzacions juvenils peronistes a l'institut, tot i que només per poder accedir a la biblioteca.
La trama i les lletres del musical estan basats en la biografia de Mary Main Evita: The Woman with the Whip, que es recolza en els informes i les narracions d'argentins anti-peronistes. Poc després que el musical aparegués, Nicholas Fraser i Marysa Navarro publicarnen una biografia de caràcter més neutral, titulada Evita: The Real Lives of Eva Perón, en la que afirmaven que diverses afirmacions de Main (que havien influenciat les lletres de Rice) eren falses, com el suggeriment que el primer viatge d'Eva a Buenos Aires va ser com a amant d'un músic casat, Agustín Magaldi. En canvi, segons van escriure, va ser la mare d'Eva, doña Juana, qui la portà allà quan aspirava a ser una actriu de la ràdio. També es criticava que Rice havia embrutat innecessàriament els èxits d'Evita, principalment el seu treball de caritat.
Després de l'èxit de la pel·lícula Evita el 1996, el govern argentí presentà la seva pròpia biografia de Peron, titulada "Eva Peron", afirmant que corregia diversos errors de la narració de Lloyd Webber.

## Adaptació cinematogràfica
Poc després que s'estrenés al West End i a Broadway ja es començà a treballar en l'adaptació cinematogràfica del musical, que en un origen hauria d'haver estat protagonitzat per Barbra Streisand o Liza Minnelli com Eva, i Barry Gibb o Barry Manilow com el Ché, i hauria d'haver estat dirigida per Ken Russell. Però aquests plans mai no arribaren a bon port, i no va ser fins al 1996 que la producció teatral arribà a la pantalla gran, dirigida per Alan Parker, amb Madonna com Evita, Antonio Banderas com el Ché i Jonathan Pryce com Perón. La pel·lícula va ser nominada a 5 Premis de l'Acadèmia, guanyant el de Millor Cançó Original ("You Must Love Me," composta especialment per a la pel·lícula).

## Premis i nominacions

### Producció Original de Londres
| Any  | Premi                           | Categoria                     | nominat        | Resultat  |
| ---- | ------------------------------- | ----------------------------- | -------------- | --------- |
| 1978 | The Society of West End Theatre | Millor Musical                | Millor Musical | GUANYADOR |
| 1978 | The Society of West End Theatre | Millor Actuació en un Musical | Elaine Paige   | GUANYADOR |
| 1978 | The Society of West End Theatre | Millor Actuació en un Musical | David Essex    | nominat   |
| 1978 | The Society of West End Theatre | Millor Director               | Harold Prince  | nominat   |

### Producció Original de Broadway
| Any  | Premi                                    | Categoria                                       | nominat                           | Resultat   |
| ---- | ---------------------------------------- | ----------------------------------------------- | --------------------------------- | ---------- |
| 1980 | Premi Drama Desk                         | Musical Més Destacat                            | Musical Més Destacat              | GUANYADOR  |
| 1980 | Premi Drama Desk                         | Lletres Més Destacades                          | Tim Rice                          | GUANYADOR  |
| 1980 | Premi Drama Desk                         | Música Més Destacada                            | Andrew Lloyd Webber               | GUANYADOR  |
| 1980 | Premi Drama Desk                         | Actor Més Destacat en un Musical                | Mandy Patinkin                    | nominat    |
| 1980 | Premi Drama Desk                         | Actriu Més Destacada en un Musical              | Patti LuPone                      | GUANYADORA |
| 1980 | Premi Drama Desk                         | Actor de Repartiment Més Destacat en un Musical | Bob Gunton                        | GUANYADOR  |
| 1980 | Premi Drama Desk                         | Director Més Destacat en un Musical             | Harold Prince                     | GUANYADOR  |
| 1980 | Premi Drama Desk                         | Coreografia Més Destacada                       | Larry Fuller                      | nominat    |
| 1980 | Premi Drama Desk                         | Vestuari Més Destacat                           | Timothy O'Brien and Tazeena Firth | nominat    |
| 1980 | Premi Drama Desk                         | Il·luminació Més Destacada                      | Timothy O'Brien and Tazeena Firth | nominat    |
| 1980 | Premi Outer Critics Circle               | Millor Lletrista                                | Tim Rice                          | GUANYADOR  |
| 1980 | Premi Tony                               | Millor Musical                                  | Millor Musical                    | GUANYADOR  |
| 1980 | Premi Tony                               | Millor Banda Sonora                             | Andrew Lloyd Webber i Tim Rice    | GUANYADOR  |
| 1980 | Premi Tony                               | Millor Llibret de Musical                       | Tim Rice                          | GUANYADOR  |
| 1980 | Premi Tony                               | Millor Actriu Protagonista de Musical           | Patti LuPone                      | GUANYADORA |
| 1980 | Premi Tony                               | Millor Actor de Repartiment de Musical          | Mandy Patinkin                    | GUANYADOR  |
| 1980 | Premi Tony                               | Millor Actor de Repartiment de Musical          | Bob Gunton                        | nominat    |
| 1980 | Premi Tony                               | Millor Direcció de Musical                      | Harold Prince                     | GUANYADOR  |
| 1980 | Premi Tony                               | Millor Il·luminació de Musical                  | David Hersey                      | GUANYADOR  |
| 1980 | Premi Tony                               | Millor Escenografia                             | Timothy O'Brien i Tazeena Firth   | nominats   |
| 1980 | Premi Tony                               | Millor Vestuari de Musical                      | Timothy O'Brien i Tazeena Firth   | nominat    |
| 1980 | Premi Tony                               | Millor Coreografia                              | Larry Fuller                      | nominat    |
| 1980 | Premi del New York Drama Critics' Circle | Millor Musical                                  | Millor Musical                    | GUANYADOR  |
| 1981 | Premis Grammy                            | Millor àlbum de teatre musical                  | Millor àlbum de teatre musical    | Guanyador  |

### Revival del West End 2006
| Any  | Premi                  | Categoria                       | nominat                         | Resultat  |
| ---- | ---------------------- | ------------------------------- | ------------------------------- | --------- |
| 2007 | Premi Laurence Olivier | Producció Musical Més Destacada | Producció Musical Més Destacada | GUANYADOR |
| 2007 | Premi Laurence Olivier | Millor Revival Musical          | Millor Revival Musical          | nominat   |
| 2007 | Premi Laurence Olivier | Millor Actor de Musical         | Philip Quast                    | nominat   |
| 2007 | Premi Laurence Olivier | Millor Actriu de Musical        | Elena Roger                     | nominada  |
| 2007 | Premi Laurence Olivier | Millor Coreògraf                | Rob Ashford                     | nominat   |

### 2012 Broadway revival
| Any  | Premi            | Categoria                                       | nominat                         | Resultat |
| ---- | ---------------- | ----------------------------------------------- | ------------------------------- | -------- |
| 2012 | Premi Tony       | Millor Revival de Musical                       | Millor Revival de Musical       | nominat  |
| 2012 | Premi Tony       | Millor Actor de Repartiment de Musical          | Michael Cerveris                | nominat  |
| 2012 | Premi Tony       | Millor Coreografia                              | Rob Ashford                     | nominat  |
| 2012 | Premi Drama Desk | Revival de Musical Més Destacat                 | Revival de Musical Més Destacat | nominat  |
| 2012 | Premi Drama Desk | Actor de Musical Més Destacat                   | Ricky Martin                    | nominat  |
| 2012 | Premi Drama Desk | Actor de Repartiment Més Destacat en un Musical | Michael Cerveris                | nominat  |
| 2012 | Premi Drama Desk | Coreografia Més Destacada                       | Rob Ashford                     | nominat  |
| 2012 | Premi Drama Desk | Il·luminació Més Destacada                      | Neil Austin                     | nominat  |

## Impacte cultural
En una enquesta entre l'audiència de la BBC Radio 2, Evita ocupà la sisena plaça dels musicals britànics essencials.
L'episodi de The Simpsons, "The President Wore Pearls", té un argument basat lleugerament en el musical, amb Lisa Simpson com a Eva, i incloent paròdies de cançons com "Don't Vote for Me, Kids of Springfield". Al final de l'episodi, apareix una nota dient "Segons ens aconsellen els nostres advocats, jurem que mai no hem escoltat un musical basat en la vida d'Eva Peron".

## Enregistraments
Com a mínim, hi ha 25 àlbums en anglès, a més dels nombrosos enregistraments en altres llengües. N'hi ha 4 en espanyol, 5 en alemany, 3 en japonès i 2 en hebreu. A més existeixen enregistraments en txec, danès, holandès, francès, hongarès, islandès, coreà, portuguès i suec.